# Glomeroides caecus
Glomeroides caecus är en mångfotingart som beskrevs av Ottis Robert Causey 1964. Glomeroides caecus ingår i släktet Glomeroides och familjen klotdubbelfotingar. Inga underarter finns listade i Catalogue of Life.